# 軸伸式水輪機

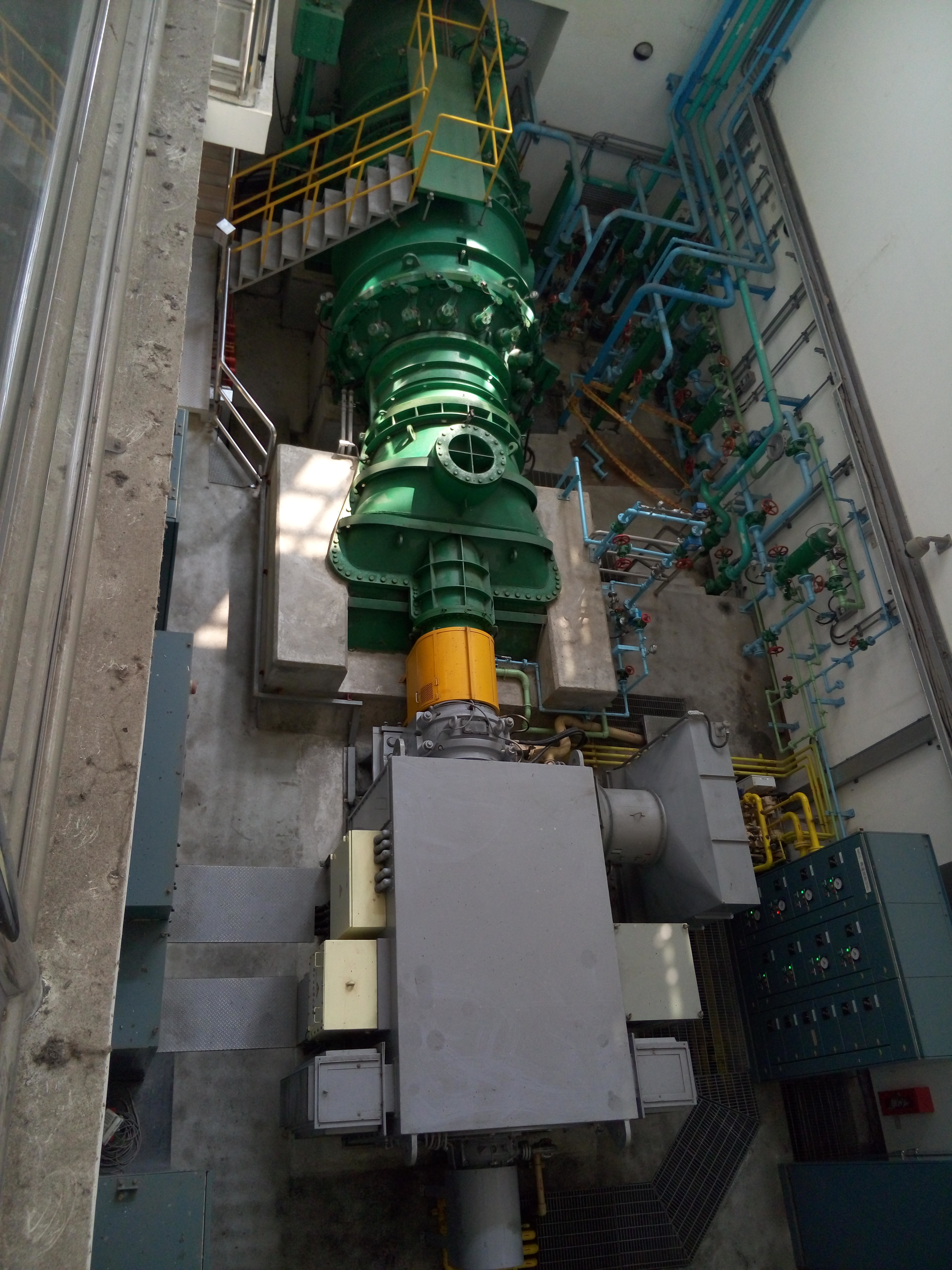
臺灣台電高屏發電廠竹門機組中的軸伸式水輪機，圖中綠色部分即為S型鋼管之外觀，灰色部分即為發電機

軸伸式水輪機（英語：S-type hydroturbine），這種水輪機又有軸伸貫流式、S型卡布蘭式、半卡布蘭式等等的別稱，為一種常用於低水頭川流式水力發電的水輪機類型，該類型的水輪機是衍伸自卡布蘭式水輪機，屬於貫流式水輪機與卡布蘭式水輪機的結合版。

## 介紹
軸伸式水輪機為一種適用於設點環境在大型平原、丘陵、沿海等擁有低水頭高度、大流量水力資源的水輪機類型，這種水輪機使用在上述環境中的經濟效益較高。軸伸式水輪機的斷面流量高，有效範圍廣，比起一般的豎軸卡布蘭式水輪機，它的出力效能更高，廠房開挖範圍小，發電廠興建投資費用較少等等的優點。並且，軸伸式水輪機與一般同用於低水頭環境的燈泡式水輪機相比，軸伸式水輪機的發電機安裝於水輪機流道的外部這使得該行水輪機解决了貫流燈泡式水輪機將發電機安裝於燈泡內使得維修與安裝困難的問題。軸伸式水輪機還具有結構簡單、造價低廉以及運作可靠等優勢。
一般來說，軸伸式水輪機適合的水頭高度介於3.5公尺到25公尺之間，裝置容量介於50KW至15MW之間，動輪的直徑約在0.4至5μm之間。

## 結構
軸伸式水輪機通常都是臥躺式布置的，也就是橫軸的設計，但也有部分的軸伸式水輪機會以傾斜的方式發電機在上，水輪機在下安裝。該類型的水輪機並沒有水輪蝸殼與固定導葉的設計，而是水通過壓力鋼管與主閥後，水會進入到一條S型的鋼管中，水輪機的動輪便安裝在S型鋼管導葉的後方，透過水流帶動動輪旋轉，再帶動從S型彎管穿出的軸承與軸承上發電機的定子，發電機中，定子與轉子相互以切線做工產生電磁感應進而發電。發電後的尾水會透過尾水管（吸出管）排放至放水路中而尾水管的設計可以根據其安裝地點的需要，設計為水通過一道彎管即排出或是經過兩道彎管後再排出。
軸伸式水輪機整體的結構組成共可細分包括主軸、動輪、S型管、尾水管、動輪室、洩水錐、活動導葉、導水室、導水室內壁、主軸護壁、聯接導管、軸承、聯軸器、引水彎管、主閥/旁通閥、支柱和連結組件組成。

## 案例

### 臺灣
- 台電高屏發電廠竹門機組 - 臺灣首次採用此類型水輪機的水力發電廠[8]。

## 資料來源
1. 1 2 3  . Chongqing Hydropower Equipment Co., Ltd.   [2016-03-29]. （原始内容存档于2020-02-21） （英语）.
2. ↑  . 浙江水專. 2009-05  [2016-03-29] （中文（中国大陆））.[永久]
3. 1 2 3  . 江苏航天水力设备有限公司.   [2016-03-29]. （原始内容存档于2014-07-21） （中文（中国大陆））.
4. ↑  . 萍乡市济田水电设备制造有限公司.   [2016-03-29]. （原始内容存档于2016-01-21） （中文（中国大陆））.
5. ↑  . 峨眉山建南水电设备制造有限公司.   [2016-03-29]. （原始内容存档于2016-02-16） （中文（中国大陆））.
6. 1 2  张礼达. . 四川工业学院. 2004-04-14  [2016-03-29] （中文（中国大陆））.
7. ↑  . ČKD Blansko Engineering a.s.   [2016-03-29]. （原始内容存档于2014-02-07） （英语）.
8. ↑  徐聯生.  (PDF). 財團法人中興工程顧問社. 2013-10  [2016-03-29]. （原始内容存档 (PDF)于2015-06-05） （中文（臺灣））.